# Bis(trifenylfosfino)palladium(II)dichloride
Bis(trifenylfosfino)palladium(II)dichloride is een complex van het metaal palladium en twee trifenylfosfine- en twee chloride-liganden. Het is een gele vaste stof die veel gebruikt wordt als pre-katalysator in koppelingsreacties. Het complex heeft een vierkant planaire moleculaire geometrie met de beide fosfineliganden in een trans-positie.

## Synthese
Het complex kan gemaakt worden door palladium(II)chloride te laten reageren met trifenylfosfine:
{\displaystyle {\ce {PdCl2 + 2 PPh3 -> PdCl2(PPh3)2}}}
Het complex is eveneens een belangrijke uitgangsstof voor de synthese van andere complexen van palladium. Een voorbeeld is de reductie met hydrazine in aanwezigheid van trifenylfosfine tot tetrakis(trifenylfosfine)palladium(0):
{\displaystyle {\ce {2 PdCl2(PPh3)2 + 4 PPh3 + 5 N2H4 -> 2 Pd(PPh3)4 + N2 + 4 N2H5Cl}}}